# Karl-Jesko von Puttkamer

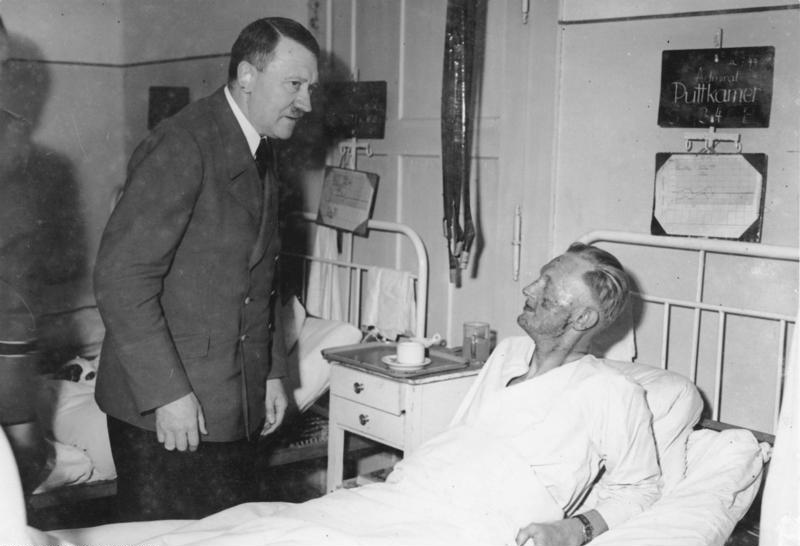
Hitler besucht Puttkamer nach dem Attentat vom 20. Juli 1944 im Lazarett Karlshof

Karl-Jesko Otto Robert von Puttkamer (* 24. März 1900 in Frankfurt (Oder); † 4. März 1981 in Neuried bei München) war während des Zweiten Weltkrieges Konteradmiral und Marineadjutant Adolf Hitlers.

## Familie
Karl-Jesko stammt aus dem pommerschen Adelsgeschlecht von Puttkamer. Er war der erstgeborene Sohn des Juristen, Landrats in Gronau sowie Brauereibesitzers Jesco Karl Wilhelm Bernhard Rudolf von Puttkamer und dessen Ehefrau Regina, geborene Gräfin Finck von Finckenstein. Karl-Jesko von Puttkamer war mit Charlotte Schmidt verheiratet; aus der Ehe gingen zwei Söhne und eine Tochter hervor. Puttkamer wurde 1981 auf dem Waldfriedhof München beigesetzt; 1988 folgten ein Sohn, 1997 seine Tochter und 2009 seine Ehefrau Charlotte in das Familiengrab.

## Militärischer Werdegang
Puttkamer trat während des Ersten Weltkriegs am 2. Juli 1917 als Freiwilliger mit der Anwartschaft auf die Seeoffizierslaufbahn in die Kaiserliche Marine ein. Nach seiner Grundausbildung auf dem Schulschiff Freya kam er im Dezember 1917 auf das Großlinienschiff Kaiserin. Von September über das Kriegsende hinaus bis zum 30. November 1918 absolvierte Puttkamer an der Marineschule Mürwik einen Navigationslehrgang. Anschließend ließ er sich beurlauben und schloss sich dem  Freikorps Petersdorff in Kurland an. Puttkamer trat später zur II. Sturmkompanie der Marine-Brigade Ehrhardt über und nahm 1920 am Kapp-Putsch in Berlin teil.

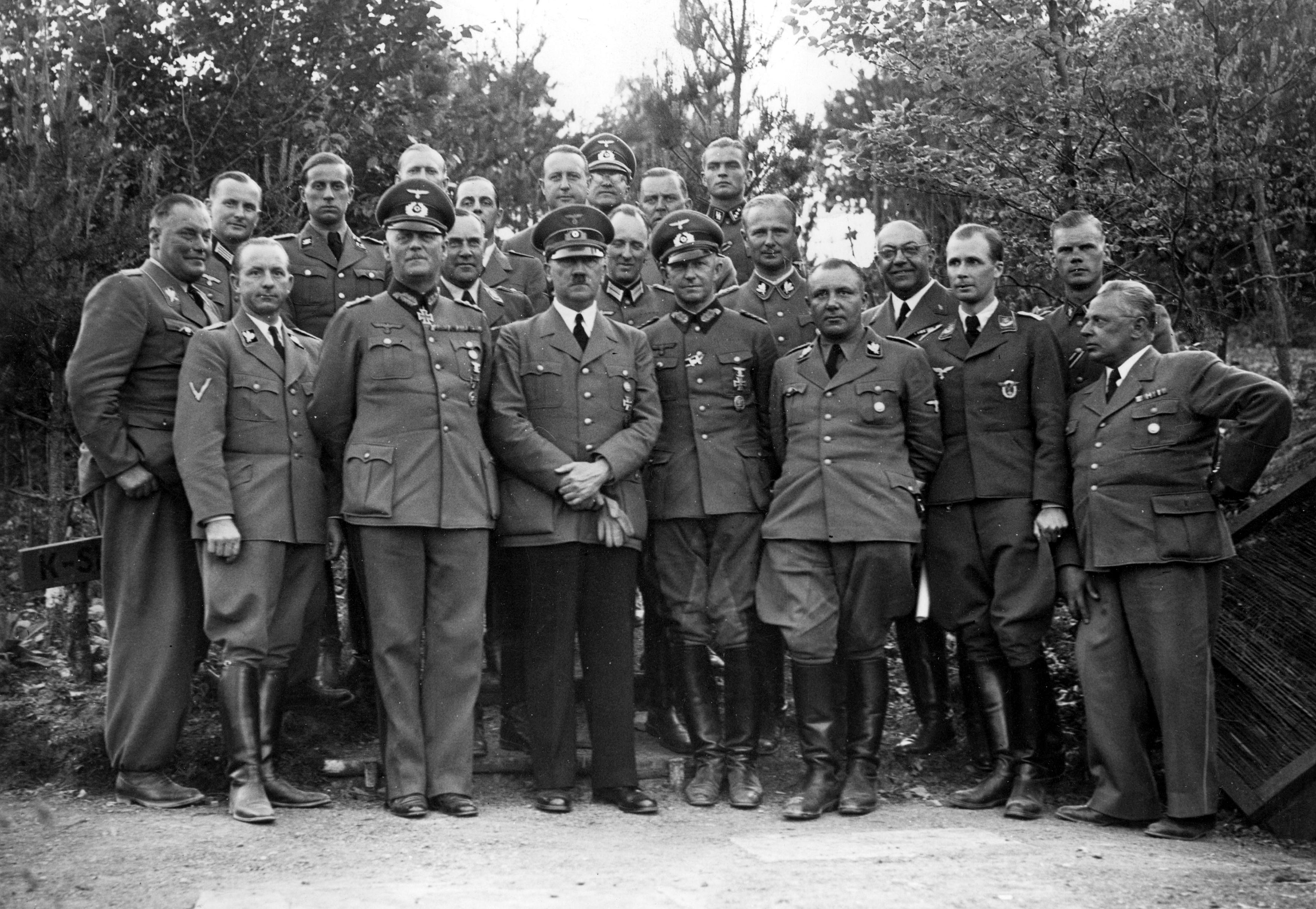
Karl-Jesko von Puttkamer, letzte Reihe links, teilweise verdeckt von der Mütze Keitels, im Stab von Adolf Hitler im Juni 1940 vermutlich in Eselsberg in Bad Münstereifel-Rodert, in der Nähe des "K-Standes" des Führerhauptquartiers Felsennest

Im September 1920 folgte seine Übernahme in die Vorläufige Reichsmarine und er setzte seine Seeoffiziersausbildung mit Lehrgängen an der Marineschule Mürwik und auf dem Schulschiff Niobe fort. Als Leutnant zur See war Puttkamer Wachoffizier bei der I. Flottille, wurde zum 1. Mai 1923 zum Oberleutnant zur See befördert und versah bis Ende April 1925 Dienst auf dem Torpedoboot G 7. Anschließend war er als Gruppenoffizier an der Marineschule Mürwik tätig und wurde am 24. September 1926 als Flaggleutnant in den Stab des Flottenkommandos versetzt. Nach drei Jahren folgte die Ernennung zum Kommandanten des Torpedobootes Albatros bei der 4. Torpedobootshalbflottille unter deren Chef Karl Dönitz. Dieses Kommando gab Puttkamer am 24. September 1930 ab, wurde am 1. Oktober 1930 zum Kapitänleutnant befördert und als solcher vierzehn Tage später zum Kommandanten des Torpedobootes Seeadler ernannt. Zugleich fungierte er auch als Flaggleutnant der II. Torpedobootsflottille in Wilhelmshaven. Nachdem Puttkamer das Kommando über die Seeadler abgegeben hatte, absolvierte er vom 3. Oktober 1931 bis 26. September 1933 die Führergehilfenausbildung und war im Anschluss daran bis zum 30. Juni 1935 als Marineverbindungsoffizier zum Generalstab des Heeres tätig. Er wurde dann in den Stab des Oberbefehlshabers der Kriegsmarine versetzt und von dort als Marineadjutant beim Führer und Reichskanzler Adolf Hitler kommandiert. In dieser Stellung wurde Puttkamer am 1. Februar 1936 Korvettenkapitän.

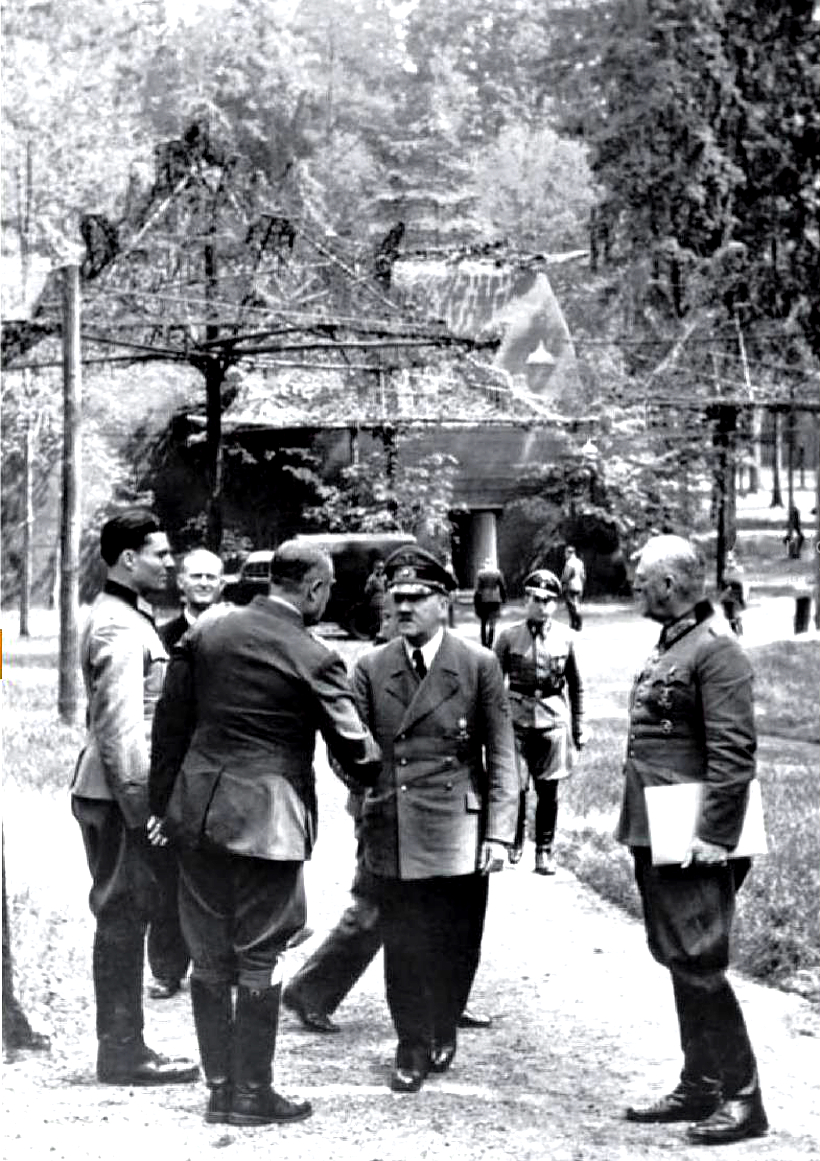
Puttkamer (2. v. links) auf dem Gelände der Wolfsschanze, 1944

Nach drei Jahren folgte seine Abberufung aus der Reichskanzlei und Kommandierung an die Germaniawerft Kiel, um hier die Baubelehrung für den Zerstörer Z 10 Hans Lody zu leiten. Mit der Indienststellung am 17. September 1938 wurde Puttkamer erster Kommandant des Schiffes. Kurz vor dem Beginn des Zweiten Weltkriegs gab er das Kommando ab und war vom 23. August bis 30. September 1939 Marineverbindungsoffizier zum Führerhauptquartier. Anschließend wurde Puttkamer wieder Marineadjutant bei Hitler und in dieser Funktion am 1. November 1939 zum Fregattenkapitän, am 1. April 1941 zum Kapitän zur See sowie am 1. September 1943 zum Konteradmiral befördert. Zugleich war er auch Marineverbindungsoffizier beim Oberbefehlshaber des Heeres.
In seiner Funktion als Marineadjutant war er bei dem Attentat vom 20. Juli 1944 auf Adolf Hitler in der Wolfsschanze anwesend. Puttkamer wurde infolge der Detonation des von Oberst Claus Schenk Graf von Stauffenberg abgelegten Sprengsatzes leicht verletzt. Am 21. April 1945 floh Puttkamer mit dem Flugzeug aus dem eingeschlossenen Berlin auf den Obersalzberg, um dort wichtige Papiere zu vernichten. Im Mai 1945 wurde er von amerikanischen Truppen verhaftet. Am 12. Mai 1947 wurde er aus der Gefangenschaft entlassen. Er wurde 1948 von der Spruchkammer Eichstätt als „nicht betroffen“ entnazifiziert.

## Publikationen
- Die unheimliche See (Hitler und die Kriegsmarine). Verlag Karl Kühne, Wien/München 1952